# Dioscoro Siarot Rabor
Dioscoro Siarot Rabor (Cebu City, 18 maggio 1911 – Provincia di Laguna, 25 marzo 1996) è stato uno zoologo filippino.
Ha ottenuto la Ph.d. all'Università di Yale nel 1958. 
Esperto in Ornitologia e Mammologia, ha raccolto più di 60.000 esemplari di uccelli, descrivendo almeno 5 specie e 39 sottospecie.
Gran parte della sua collezione è ora depositata presso i principali musei di Storia Naturale delle Filippine e degli Stati Uniti d'America.
A lui sono state dedicate diverse specie di animali tra i quali:
- Napothera rabori - Garrulo scricciolo di Luzon
- Nyctimene rabori - Pipistrello della frutta dalle narici a tubo delle Filippine
- Sundasciurus rabori - Scoiattolo montano di Palawan
- Platymantis rabori - Rana della foresta di Rabor
- Crunomys rabori - Ratto toporagno di Mindanao
- Aenictus rabori
- Lipinia rabori - Scinco di Rabor
- Ornithoica rabori
- Prionailurus bengalensis rabori - Gatto leopardo
- Hypothymis coelestis rabori - Monarca celeste
- Rhabdornis inornatus rabori - Rampichino disadorno
- Ficedula westermanni rabori - Balia di Westermann
- Orthotomus castaneiceps rabori - Uccello sarto delle Filippine